# Solenandra
Solenandra là một chi thực vật có hoa thuộc họ Thiến thảo, được tìm thấy từ México đến Trung Mỹ và Caribe. Solenandra được Joseph Dalton Hooker khởi xướng năm 1873.

## Loài
Tính đến  tháng 1 năm 2023, Plants of the World Online công nhận các loài sau đây:
- Solenandra angustifolia (Sw.) Paudyal & Delprete
- Solenandra brachycarpa (Sw.) Paudyal & Delprete
- Solenandra cordata (Borhidi & M.Fernández) Borhidi
- Solenandra curbeloi (Borhidi & M.Fernández) Borhidi
- Solenandra elliptica (Griseb.) Paudyal & Delprete
- Solenandra ixoroides Hook.f.
- Solenandra lineata (Vahl) Paudyal & Delprete
- Solenandra longiflora (Lamb.) Paudyal & Delprete
- Solenandra mexicana (A.Gray) Borhidi
- Solenandra microcarpa (Borhidi & M.Fernández) Borhidi
- Solenandra myrtifolia (Griseb.) Borhidi
- Solenandra parviflora (A.Rich. ex Bonpl.) Borhidi
- Solenandra pervestita (Borhidi & M.Fernández) Borhidi
- Solenandra polyphylla (Urb. & Ekman) Paudyal & Delprete
- Solenandra pulverulenta (Borhidi) Borhidi
- Solenandra rotundata (Griseb.) Paudyal & Delprete
- Solenandra sanctae-luciae (Kentish) Paudyal & Delprete
- Solenandra selleana (Urb. & Ekman) Borhidi
- Solenandra stenophylla (Britton) Paudyal & Delprete
- Solenandra triflora (W.Wright) Paudyal & Delprete
- Solenandra velutina (Standl.) Borhidi